# Débora Hallal
Débora Hallal Ayala (Los Mochis, Sinaloa, México; 18 de julio de 1996) es una modelo y reina de belleza, que participó en el concurso de Miss Teen Mundial 2016 dónde formó parte de las 10 finalistas. Representó al estado de Sinaloa en el concurso de Mexicana Universal 2020, en donde obtuvo la posición de primera finalista. En el 2021 fue designada como Mexicana Universal 2021 y representó a México en Miss Universo 2021.

## Biografía
Débora Hallal nació el 18 de julio del 1996 en la ciudad de Los Mochis, Sinaloa. Es egresada de la Universidad TecMilenio como Licenciada en Administración de empresas.

## Concursos de belleza

### Mexicana Universal 2020
Débora participó en la tercera edición de Mexicana Universal realizada el domingo 29 de noviembre de 2020 en Juriquilla, Querétaro, así obteniendo el puesto de primera finalista o suplente. En esta edición del certamen resultó ganadora Andrea Meza, quién más tarde se alzaría con la corona de Miss Universe en su 69.ª edición llevada a cabo en Hollywood, Florida.

### Mexicana Universal Sinaloa 2019
El 30 de noviembre de 2019 Débora fue designada como Mexicana Universal Sinaloa 2019 para representar a su estado en la tercera edición de Mexicana Universal. Fue coronada por su antecesora Carla Mariant Sánchez.

### Miss Teen Mundial 2016
El 25 de junio de 2016 se llevó a cabo la final del certamen de Miss Teen Mundial en el Auditorio Fepade, en San Salvador. Débora ganó el premio de Miss Simpatía y formó parte de las 10 semifinalistas en la noche final.
Tienen un proyecto social